# Allium aschersonianum
Espèce
Classification APG III (2009)
Allium aschersonianum est une espèce de plante herbacée vivace de la famille des Amaryllidacées, répartie dans le sud de la Turquie, Israël, et le nord-est de la Libye.

## Description
C'est un géophyte bulbeux de 30-70 cm de haut, avec de grandes ombelles de fleurs rouge-violacés pourpres.
Allium aschersonianum a été décrit en premier lieu par Barbey in C.Barbey-Boissier & W.Barbey, Herbor. Levant: 163 en 1882.

## Habitat
Allium aschersonianum pousse dans les sols sableux du nord du Néguev, dans les pentes rocheuses des hauts plateaux du Néguev et dans les sols marneux de la vallée du Jourdain.
Elle est proche d'Allium tel-avivense qui est plus court, avec des têtes florales plus grandes et des fleurs roses plus pâles

## Utilisation
Plante ornementale, elle est cultivée comme fleur coupée.

## References
1. 1 2 3  Flora of Israel and adjacent areas
2. ↑  Allium aschersonianum sur WCSP
3. ↑  Danin, Avinoam; Fragman-Sapir, Ori, « "שום אשרסון Allium aschersonianum Barbey" », sur Flore d'Israël et des régions avoisinantes,‎ 4 avril 2023 (consulté le 21 août 2023)